# Суворово (Куньинский район)
Суворово — деревня в Куньинском районе Псковской области России. Входит в состав Боталовской волости.
Расположена в 19 км к северу от районного центра посёлка Кунья, у железной дороги Великие Луки — Торопец (остановочный пункт 285 км).
Численность населения деревни составляет 30 жителей (2000 год).